# Arraya 2
L'Arraya 2 est un gratte-ciel de 300 mètres de haut situé à Koweït.
Avec 245 mètres de haut (300 mètres de haut avec une flèche de 45 mètres), le bâtiment était la plus grande tour du Koweït, avant la construction de l'Al Hamra Tower en 2011.
Le 19 janvier 2010, le Conseil des Grandes Constructions et l'Habitat Urbain CTBUH annonce que la Tour Arraya est la 4e plus grande construction achevée en 2009.
Curtis W. Fentress, de Fentress Architects, est l'architecte principal de la construction du bâtiment et la Ahmadiah Construction en est l'entrepreneur principal. La tour est composée de bureaux, du Marriott Hotel, d'un centre commercial chic et de la salle de danse Arraya.
La façade est composée de marbre blanc, de vitre verte et de tiges d'acier.